# Glochidion singaporense
Glochidion singaporense är en emblikaväxtart som beskrevs av Andrew Thomas Gage. Glochidion singaporense ingår i släktet Glochidion och familjen emblikaväxter. Inga underarter finns listade i Catalogue of Life.